# Serena Deeb
Serena Deeb (Oakton, 29 juni 1986) is een Amerikaans professioneel worstelaar die werkzaam was bij World Wrestling Entertainment als Serena, in 2010.

## In worstelen
- Finishers
  - Inverted front powerslam (2009-huidig)
  - Spear (2005–2009)

- Signature moves
  - Arm drag
  - Belly to belly suplex
  - Monkey flip

- Worstelaars managed
  - CM Punk
  - Luke Gallows

## Prestaties
- Florida Championship Wrestling
  - Queen of FCW (1 keer)

- Memphis Championship Wrestling
  - MCW Women's Championship (1 keer)

- Ohio Valley Wrestling
  - OVW Women's Championship (6 keer)

- Pro Wrestling Syndicate
  - NWA France Women's Championship (1 keer)